# 延喜式
延喜式（えんぎしき）は、平安時代中期に編纂された格式の式（律令の施行細則）をまとめた法典。三代格式のうちほぼ完全な形で残っているのは延喜式だけであり、細目まで規定されているため、日本古代史の研究のうえで重視されている。

## 成立
延喜5年（905年）8月、醍醐天皇の命により藤原時平らが編纂を始め、時平の死後は藤原忠平が編纂に当たった。『弘仁式』『貞観式』とその後の式を取捨編集し、延長5年（927年）に完成した。その後改訂を重ね、康保4年（967年）より施行された。

### 編纂者
『国史大系』第13巻「延喜式序」による。特記なき場合、延喜5年（905年）8月から参加。「＜上表＞」は上表文に署名したことを示す。
- 藤原時平（延喜9年（909年）薨去）
- 藤原定国（延喜6年（906年）薨去）
- 藤原有穂（延喜7年（907年）薨去）
- 平惟範（延喜9年（909年）薨去）
- 紀長谷雄（延喜12年（912年）薨去）
- 藤原菅根（延喜8年（908年）卒去）
- 三善清行（延喜18年（918年）卒去）
- 大蔵善行
- 藤原道明（延喜20年（920年）卒去）
- 大中臣安則（延喜5年（905年）8月から参加。延長3年（925年）再任）＜上表＞
- 三統理平（延長4年（926年）卒去）
- 惟宗善経
- 藤原忠平（延喜12年（912年）2月から参加）＜上表＞
- 橘澄清（延喜12年（912年）2月から参加。延長3年（925年）薨去）
- 藤原清貫（延長3年（925年）2月から参加）＜上表＞
- 伴久永（延長3年（925年）2月から参加）＜上表＞
- 阿刀忠行（延長3年（925年）2月から参加）＜上表＞

## 内容
全50巻、約3300条からなる。律令官制に従い、以下のような構成。

### 上表・序・目録
- 上延喜式表
- 延喜式序
- 延喜式目録

### 巻1 - 10：神祇

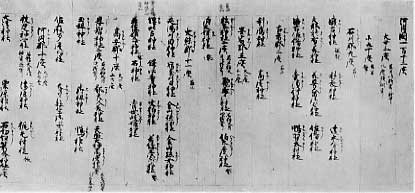
金剛寺に伝わる「延喜式神名帳」（金剛寺蔵、国宝）

神祇官関係の式。この部分を神祇式という。巻ごとによる記載内容の趣旨は以下となる。巻9・10は通称延喜式神名帳であり、神社の一覧表となっていて、祈年祭で奉幣を受ける2861社の神社を指定している。神名帳に記載があるのは当時朝廷から重要視された神社であり、一般に式内社と言って社格の一つとされたが、現在では消滅したり不明となっている神社も多い。
| 巻1  | 定例祭 （通称：四時祭、四時祭式など）                               |
| 巻2  | 定例祭 （通称：四時祭、四時祭式など）                               |
| 巻3  | 臨時祭 （通称：四角祭・四角祭式、四境祭・四境祭式、四角四堺祭など） |
| 巻4  | 伊勢太神宮                                                          |
| 巻5  | 斎宮寮                                                              |
| 巻6  | 斎院司                                                              |
| 巻7  | 踐祚・大嘗祭                                                        |
| 巻8  | 祝詞                                                                |
| 巻9  | 神名帳                                                              |
| 巻10 | 神名帳                                                              |

### 巻11 - 40：その他官司
その他官司関係の式。巻21（諸陵寮）には諸陵式が含まれる。巻22（民部省）には「凡諸国部内郡里等名 並用二字 必取嘉名」とあり、全国の地名が変更された。巻24（主計寮）には、全国への庸、調、中男作物の割り当て等が書かれており、当時の全国の農産物、漁獲物、特産物を伝える。巻28（兵部省）には諸国駅伝馬条が含まれ、五畿七道の402ヶ所の宿駅の名称と備えるべき駅馬や伝馬の数が記載されている。
| 巻11 | 太政官   | 太政官                         |
| 巻12 | 中務省   | 中務省・内記・監物・主鈴・典鑰 |
| 巻13 | 中務省   | 中宮職・大舎人寮・図書寮       |
| 巻14 | 中務省   | 縫殿寮                         |
| 巻15 | 中務省   | 内蔵寮                         |
| 巻16 | 中務省   | 陰陽寮                         |
| 巻17 | 中務省   | 内匠寮                         |
| 巻18 | 式部省   | 式部省上                       |
| 巻19 | 式部省   | 式部省下                       |
| 巻20 | 式部省   | 大学寮                         |
| 巻21 | 治部省   | 治部省・雅楽寮・玄蕃寮・諸陵寮 |
| 巻22 | 民部省   | 民部省上                       |
| 巻23 | 民部省   | 民部省下                       |
| 巻24 | 民部省   | 主計寮上                       |
| 巻25 | 民部省   | 主計寮下                       |
| 巻26 | 民部省   | 主税寮上                       |
| 巻27 | 民部省   | 主税寮下                       |
| 巻28 | 兵部省   | 兵部省・隼人司                 |
| 巻29 | 刑部省   | 刑部省・判事・囚獄司           |
| 巻30 | 大蔵省   | 大蔵省・織部司                 |
| 巻31 | 宮内省   | 宮内省                         |
| 巻32 | 宮内省   | 大膳職上                       |
| 巻33 | 宮内省   | 大膳職下                       |
| 巻34 | 宮内省   | 木工寮                         |
| 巻35 | 宮内省   | 大炊寮                         |
| 巻36 | 宮内省   | 主殿寮                         |
| 巻37 | 宮内省   | 典薬寮                         |
| 巻38 | 宮内省   | 掃部寮                         |
| 巻39 | 宮内省   | 正親司・内膳司                 |
| 巻40 | 宮内省   | 造酒司・采女司・主水司         |
| 巻41 | 弾正台   | 弾正台                         |
| 巻42 | 京職     | 左右京職・東西市司             |
| 巻43 | 春宮坊   | 春宮坊・主膳監・主殿署         |
| 巻44 | 勘解由使 | 勘解由使                       |
| 巻45 | 兵衛     | 左右近衛府                     |
| 巻46 | 兵衛     | 左右衛門府                     |
| 巻47 | 兵衛     | 左右兵衛府                     |
| 巻48 | 馬寮     | 左右馬寮                       |
| 巻49 | 兵庫寮   | 左右兵庫寮                     |

### 巻50：雑式
| 巻50 | 雑式 |

### 延喜式附録
- 歴運記
- 和明考異

「国史大系」, 国立国会図書館を基に作成

## 写本

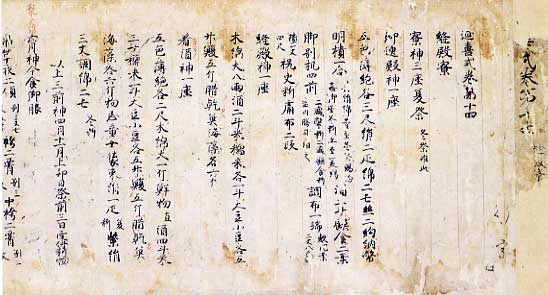
金剛寺に伝わる「延喜式〈巻第十二残巻、第十四／第十六〉」（金剛寺蔵、国宝）

『延喜式』原本は現存せず、室町・戦国期の古写本もほとんど散逸した。最古の写本には九条家伝来品の東京国立博物館所蔵本（国宝：平安時代、10・11世紀）や、大阪府河内長野市天野町の金剛寺所蔵の三巻（巻第十二残巻、巻十四、巻十六、平安時代、大治2年（1127年））がある。